# Kingsville (Texas)
Kingsville è un centro abitato degli Stati Uniti d'America situato nella contea di Kleberg (di cui è capoluogo) dello Stato del Texas.

## Geografia fisica
Kingsville è situata a 27°30′54″N 97°51′56″W (27.515024, -97.865507).
Secondo lo United States Census Bureau, ha un'area totale di 13,9 miglia quadrate (36 km²), di cui 13,8 miglia quadrate (36 km²) di terreno e 0,04 miglia quadrate (0,10 km²) (0.22%) d'acqua.